# Pedro García de Benavarre
Pour les articles homonymes, voir Pedro García (homonymie) et García.
Pedro García de Benabarre ou Benavarre, né à Benabarre, Huesca, et mort à Barbastro à des dates inconnues, est un peintre aragonais de la période gothique de la Première Renaissance, actif entre 1445 et 1485 dans l'ancien Royaume d'Aragon et le Comté de Barcelone. 

## Biographie
Il travaille avec le peintre aragonais Blasco de Grañén à Saragosse entre 1445 et 1447, notamment sur le retable de l'église du monastère Saint-Pierre de Siresa. Benabarre peint dans le même style que Jaume Huguet. Il s'installe à Barcelone en 1455 pour y diriger l’atelier de Bernat Martorell à la demande de la veuve et du fils de ce dernier. Il termine les œuvres restées inachevées à la mort de Martorell et les commandes des cinq années suivantes. Le Retable de sainte Claire d'Assise et de sainte Catherine d'Alexandrie (cathédrale de Barcelone) et le retable de saint Quirce et de sainte Julie, conservé au musée diocésain de Barcelone.
Au début de la décennie 1470, il se rend probablement à Lérida, où il travaille pour le couvent dominicain, restauré après la guerre civile catalane. Il exécute un autre retable pour le couvent dominicain de Cervera. On date également de cette époque le retable principal de l'église Saint-Jean de Lérida (aujourd'hui détruite), exposé au Musée national d'art de Catalogne - où se trouve également un panneau de Benabarre, représentant la Vierge et quatre anges, provenant du retable de Bellcaire d'Urgell.
Deux documents attestent qu'il se trouve à Barbastro en 1483, pour travailler au retable de l'autel majeur de l'église du couvent Saint-François ; il a été payé en deux fois, 1 001 (26 juillet) et 1 500 sols (14 septembre). En 1485, un autre document atteste du versement de 250 sols : le solde dû pour la construction du retable, qui a probablement été achevé à cette date.

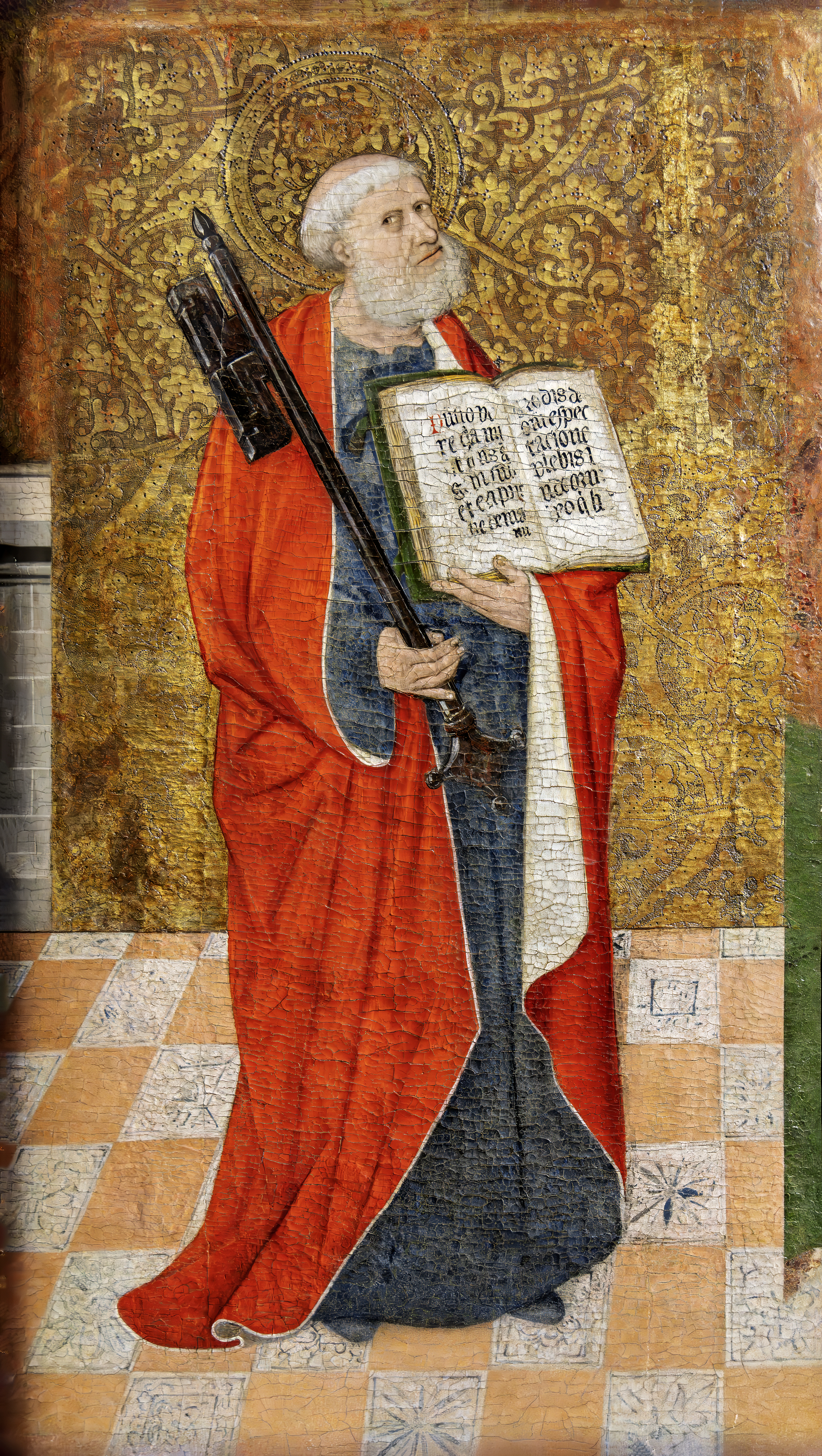
Saint Pierre - Musée Goya
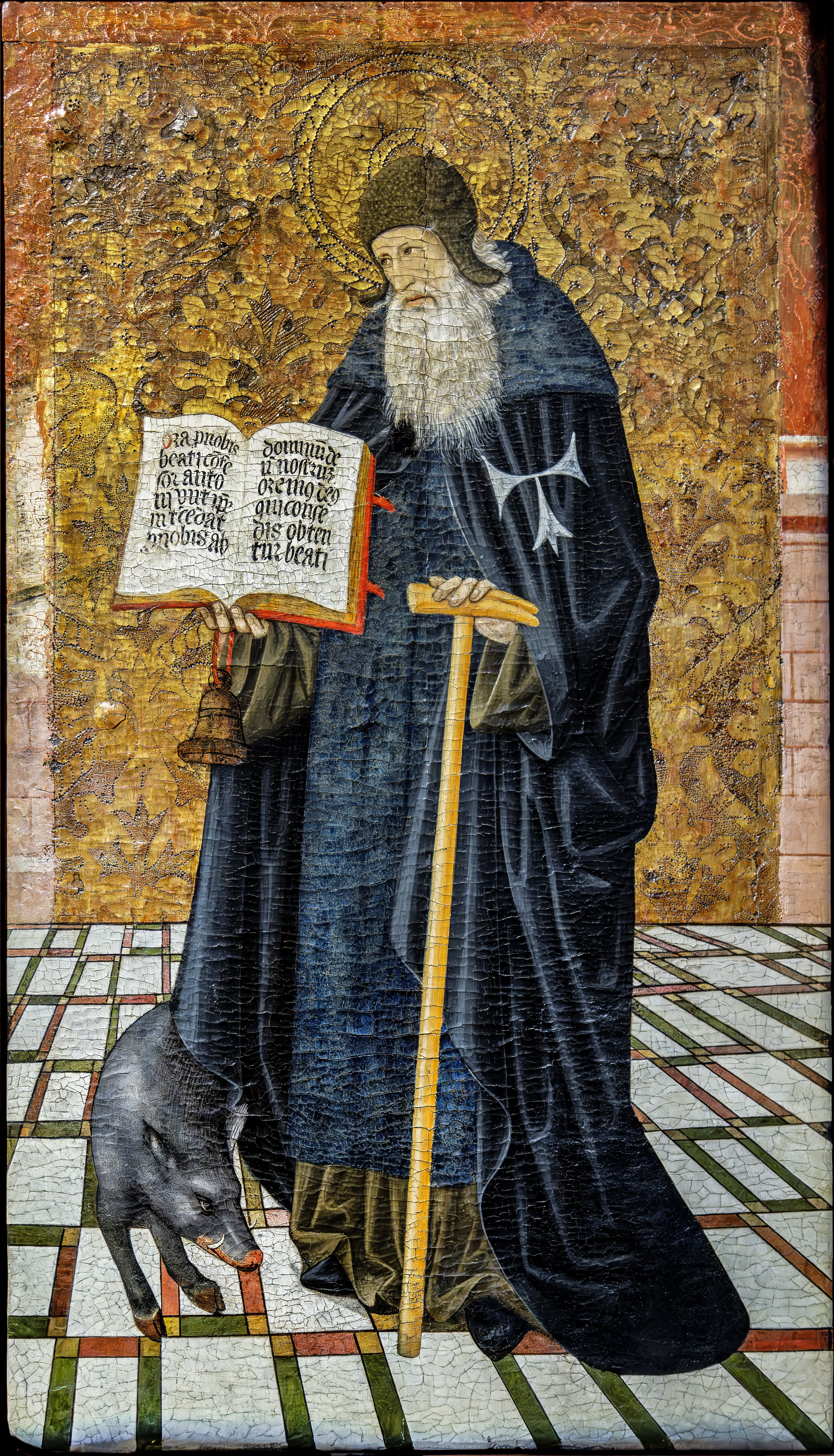
Antoine le Grand - Musée Goya
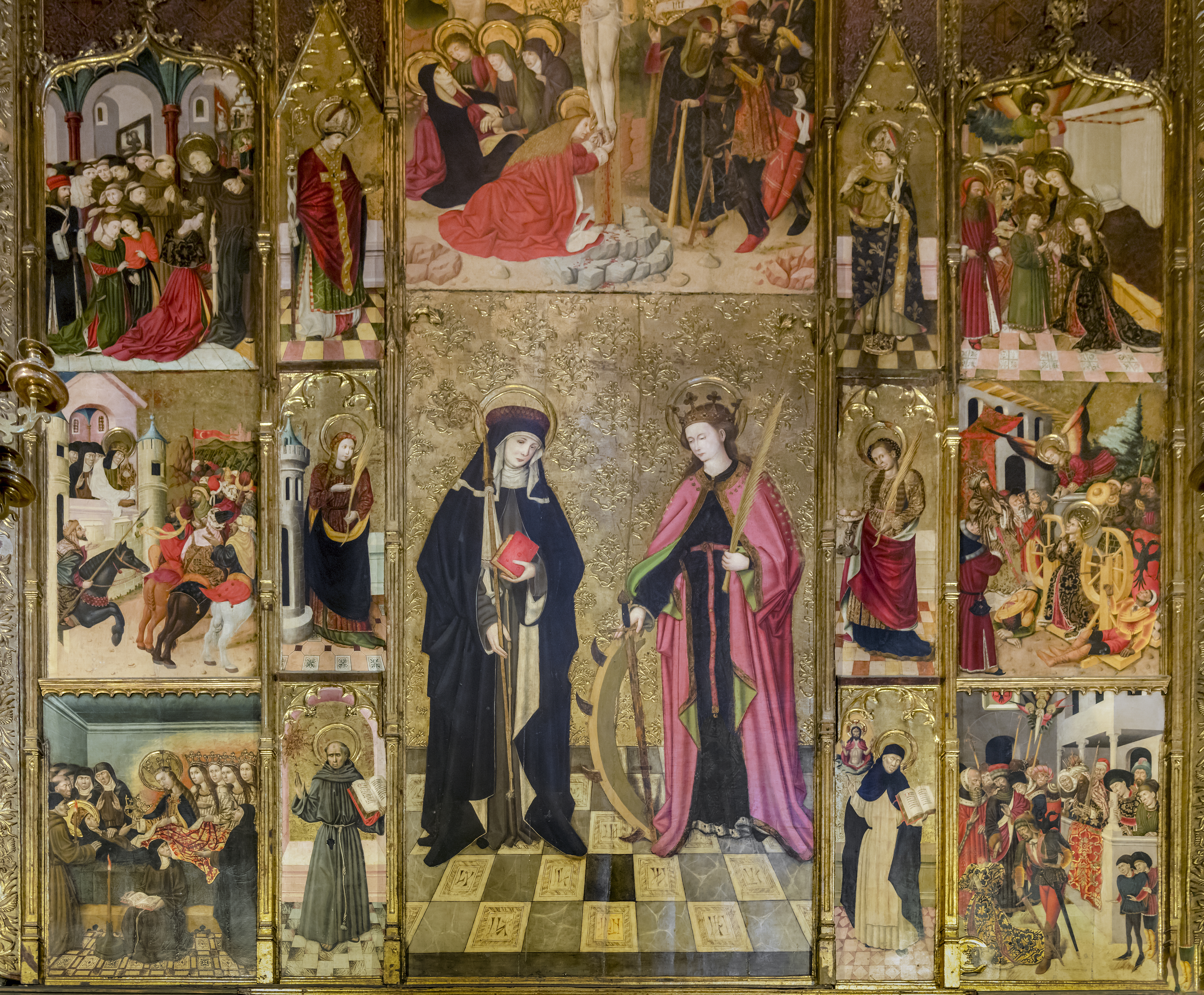
Retable de Claire d'assis et de Catherine d'Alexandrie cathédrale de Barcelone